# Jay Beckenstein

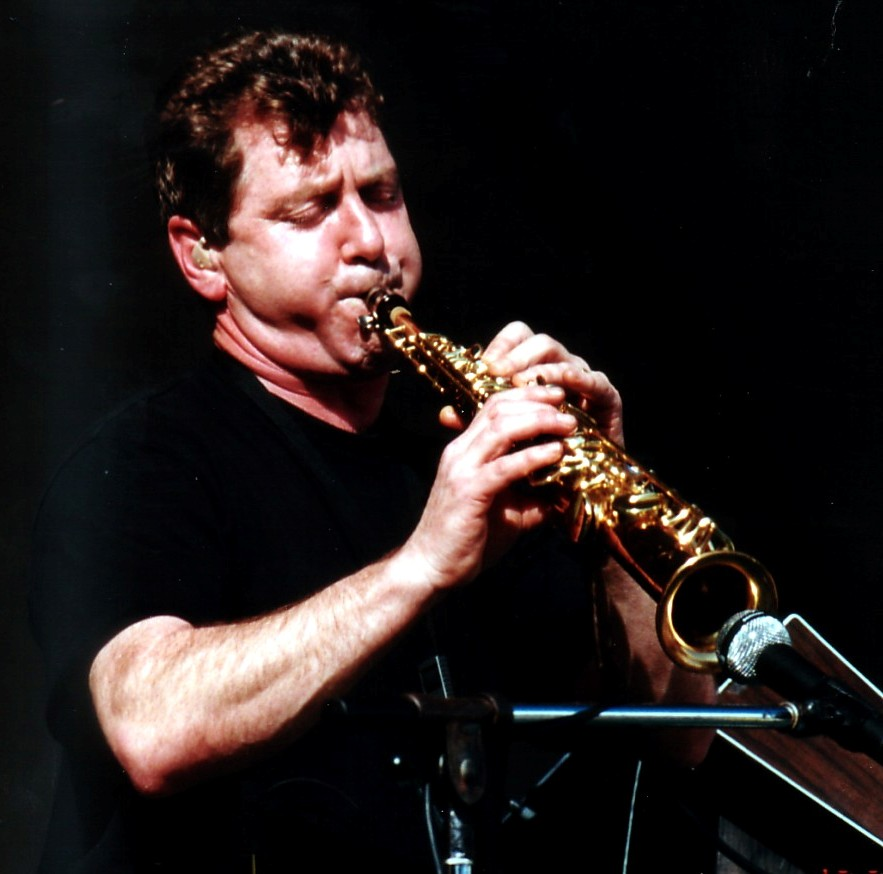
Jay Beckenstein tijdens een optreden

Jay Beckenstein (Long Island (New York), 14 mei 1951) is een saxofonist, componist en producer in de fusion. Hij is medeoprichter van de band Spyro Gyra. Hij was eigenaar van BearTracks Studios in Suffern.

## Loopbaan
Jay Beckenstein is afkomstig uit een Joodse familie, zijn moeder was een operazangeres en zijn vader een jazzfan die hem in contact bracht met de muziek van Charlie Parker en Lester Young toen hij een baby was. Hij begon op zijn vijfde piano te spelen, vanaf zijn zevende ging hij aan de slag met de saxofoon. Hij studeerde muziek aan de University at Buffalo en behaalde in 1973 zijn college degree. Tijdens zijn studie was hij lid van de collegeband en speelde zo een keer met trompettist Dizzy Gillespie.
Met zijn vriend Jeremy Wall, tevens medestudent aan de universiteit, speelde hij in de zomermaanden gigs in Long Island. In 1974 richtte hij met Wall de band Spyro Gyra op, waarmee hij nog steeds actief is.
In 2000 nam Beckenstein zijn eerste solo-album op, Eye Contact, dat de 23ste plaats haalde in de hitlijst Top Contemporary Jazz Albums.
Beckenstein deed ook mee aan andere projecten. Hij speelde een solo op een track van de progressive metal-band Dream Theater ("Another Day", van het album Images and Words) en speelde mee op de single-versie van "Through her Eyes" (van het album Metropolis Pt. 2: Scenes from a Memory). Hij is ook te horen op andere opnames van deze band.
Beckenstein is gescheiden en heeft drie kinderen.

## Discografie
Spyro Gyra
- zie Spyro Gyra

Solo
- 2000: Eye Contact (Windham Hill)

Met Bob James
- 1981 All Around the Town
- 1981 Sign of the Times
- 1982 Hands Down

Met Dream Theater
- 1992 Images and Words
- 1993 Live at the Marquee
- 1998 Once in a LIVEtime
- 2000 Through Her Eyes
- 2001 Live Scenes from New York

Met Jason Miles
- 1996 Mr. X
- 2000 A Love Affair: The Music of Ivan Lins
- 2000 Celebrating the Music of Weather Report
- 2002 Brazilian Nights
- 2002 To Grover, With Love
- 2006 What's Going On?

Met anderen
- 1980 Orleans, Orleans
- 1989 Away from Home, David Broza
- 1990 Extremities, Tom Schuman
- 1991 Natural Selection, Dave Samuels
- 1995 Basia on Broadway, Basia
- 1995 David Broza, David Broza
- 1997 Deep in the Night, Rick Rhodes
- 1999 Listen, Chuck Loeb
- 1999 Somewhere in the Night, Mercedes Hall
- 2001 Butterfly, Special EFX
- 2002 Urban Life, The V.I.P. Club
- 2003 In the Name of Love, Freddy Cole
- 2012 The Fusion Syndicate, The Fusion Syndicate[4]